# 生井秀樹
生井 秀樹（なまい ひでき、1947年1月5日 - 2021年6月15日）は、日本の写真家、スチールカメラマン。
東京都渋谷区出身。

## 経歴
1969年に青山学院大学法学部卒業。1971年、ロックミュージシャンを撮影するため写真家となる。
1970年代初頭からは、主に祥伝社系の女性週・月刊誌、一般週・月刊誌、旅行雑誌を中心とした雑誌メディア・カメラマンとして活動。
1970年代半ばからは、本来撮りたかったロック系ミュージシャンを、立東社ロックマガジン『ロッキンF』を中心に撮影。後にリットーミュージック『ギターマガジン』、『キーボードマガジン』などでも活躍する契機となった。ロック系アーティストのエッジの効いたモノクローム写真が、生井秀樹のロックカメラマンとしての名を世に知らしめた。P-MODELはデビュー前から『ロッキンF』誌上に撮りおろし写真を掲載し、以降40年以上にわたり撮り続けてきた。イギー・ポップなど生井カメラマンのポートレートを愛した海外アーティストも多い。
また『JAZZ LIFE』を舞台に、JAZZミュージシャンも多数撮影している。
2007年からは、新星堂のロック・ポップス系フリーマガジン『DROPS』でも、販促用ポスターとして撮影した矢沢永吉の写真等多数のアーティスト・ミュージシャンを撮影している。
また個人的な関係を重視した生井カメラマンは、俳優・森山未來をはじめ、新進・中堅のクラシック系ミュージシャンなどのポートレート、ポスター写真なども手掛けている。
旅行写真家としては、紀行文作家・芦原伸と組み海外ロケは50ヶ国（150回以上）を超え、訪れた各国の子どもたちのポートレートや風景写真を多く撮影している。ことに上座部仏教の聖地をめぐって撮影された一連の「南伝仏教」写真は、圧巻の作品だが、残念ながらまだ世に出ていない。
2021年6月15日、3か月の闘病の末、胃癌により死去し、長年の友人である平沢進がツイッターで＜生井さんには常にライブや新譜に対して励みになる感想を頂き、「生井さんにさえウケていれば道を外していない」という確信を与えて下さいました。＞と語っている。

## 主な作品
- 写真集『化石』（三国コカ・コーラ、1980年）
- 写真集『ロッド・スチュアート』（1983年）
- 写真集『Pモデル』（2004年）

## 主な展覧会
- 1972年 「ロックミュージシャン」（合同展、1986年～1990年）

## 主なモデル

### あ
蒼山幸子、浅川マキ、足立祐二、アナーキー、鮎川誠、イエロー・マジック・オーケストラ、今井寿、忌野清志郎、上田現、上原ひろみ、内田裕也、X JAPAN、S-KEN、遠藤ミチロウ、岡林信康、大瀧詠一、大野方栄、OKAMOTO'S、オノ・ヨーコ

### か
加藤和彦、河村隆一、キャロル、桑名正博、G-Schmitt、近藤房之介

### さ
坂本龍一、佐久間 正英、櫻井敦司、沢田 泰司、三条 通、シーナ、ジョニー吉長、ジョー 山中、島田和夫、須藤 薫、

### た
高橋幸宏、立花ハジメ、チャットモンチー、津野米咲、DEAD END、どんと

### な
中川勝彦、西岡恭蔵

### は
樋口宗孝、平沢進、HIDE、P-MODEL、Fukase、プラスチックス、フリクション

### ま
松田聖子、松田優作、MIYAVI、村上 “ポンタ” 秀一、森山未來、MORRIE

### や
矢沢 永吉、安井 かずみ、柳 ジョージ、吉田 拓郎

### A
Albert King

### B
Bobby Bland、B.B. King

### C
Chick Corea、Clarence Leonard Johnson、Clarence "Gatemouth" Brown、Charles Edward Anderson Berry、

### D
David Bowie、Dee Dee Ramone、Donna Summer、Doug Fieger

### E
Edward Van Halen、Eric Gale

### G
Gregory Lenoir Allman、Gary Moore

### H
Holger Czukay

### J
James Joseph Brown、Joey Ramone、John Wetton、Johnny Ramone、Joe Strummer

### K
Keith Noel Emerson

### L
Levon Helm

### M
Marvin Gaye、Maurice White、Michael Norman Finn、Mick Karn、Marc Bolan

### P
Phil Lynott

### R
Ray Charles Robinson、Richard Tee、Rick Danko、Robert Nesta Marley OM、Rod Stewart、Ronnie Van Zant、Roy Buchanan

## レコード・ジャケット撮影

### ぎんぎん
『側車／ぎんぎん』（1977年）

### P-MODEL
『LANDSALE』（1980年　ちなみにこのジャケット写真の子どもは、元落語家・三笑亭 夢之助の長女である）
『音楽産業廃棄物〜P-MODEL OR DIE』（1999年）

### G-Schmitt
『Modern Gypsies』（1985年）
『Garnet』（1988年）

### 近藤 房之助
『1968』（2010年）

### 紅麗威
『俺達最後のロックンローラー』（2012年）

### 大野 方栄
『SEVEN』（2016年)

## 主な雑誌記事
「JAPANESE PUNK'S DISTORTED DAYS 1977-1990」（『ギターマガジン』2018年7月号66ページから91ページ）